# Samuel Dexter
Samuel Dexter (Boston, 14 maggio 1761 – Boston, 4 maggio 1816) è stato un politico statunitense.

## Biografia
Fu il quarto segretario alla Guerra degli Stati Uniti, nel corso della presidenza di John Adams (2º presidente).
Terminò gli studi alla Università di Harvard nel 1781, diventò rappresentante alla camera dello stato del Massachusetts. Successivamente fu deputato alla Camera dei Rappresentanti e senatore. Dopo la parentesi politica ritornò a Boston nel 1805 per riprendere la carriera da avvocato. Alla sua morte il corpo venne sepolto al Mount Auburn Cemetery di Cambridge, stato del Massachusetts.